# Zębata Szczerbina
Zębata Szczerbina (słow. Zubatá štrbina, niem. Franzscharte, węg. Franzrés) – przełęcz w długiej bocznej grani Wyżniego Baraniego Zwornika w słowackiej części Tatr Wysokich. Jest drugim z pięciu siodeł na odcinku pomiędzy Durnym Szczytem a Łomnicą i oddziela od siebie Durną Turniczkę na północnym zachodzie i Zębatą Turnię na południowym wschodzie.
Przełęcz jest wyłączona z ruchu turystycznego. Północno-wschodnie stoki Zębatej Szczerbiny opadają do Miedzianej Kotliny (odgałęzienia Doliny Dzikiej), natomiast południowo-zachodnie do małego żlebku, będącego odnogą Klimkowego Żlebu opadającego do Doliny Małej Zimnej Wody. Najdogodniejsze drogi dla taterników prowadzą na przełęcz trawersem od Klimkowej Przełęczy, od Wyżniej Pośledniej Przełączki i wspomnianym żlebkiem z Doliny Pięciu Stawów Spiskich. Wejście z Doliny Dzikiej jest trudniejsze.
Pierwsze wejścia:
- letnie – Beatrice Tomasson, przewodnicy Johann Breuer junior i Johann Strompf, 22 lipca 1899 r.,
- zimowe – Stanisław Krystyn Zaremba, 7 kwietnia 1930 r.[1]